# Armorial des communes du Gard
- il comporte peu ou pas de sources.

Cette page dresse l'ensemble des armoiries (figures et blasonnements) des communes du Gard disposant à ce jour d'un blason.

(1 dessin(s) en attente.N)
- Haut – A
- B
- C
- D
- E
- F
- G
- H
- I
- J
- K
- L
- M
- N
- O
- P
- Q
- R
- S
- T
- U
- V
- W
- X
- Y
- Z

## A
| Blason de Aigaliers | Blason  | De sable à la fasce losangée d'or et de gueules. |
| Blason de Aigaliers | Détails | Le statut officiel du blason reste à déterminer. |

| Blason de Aigremont | Blason  | De sinople à une ombre de filet en croix cantonnée aux 1er et 4e d'un demi-vol de gueules, celui du 1er contourné, aux 2d et 3e d'un château donjonné de trois pièces d'or, celle du milieu plus élevée |
| Blason de Aigremont | Détails | * Il y a là non-respect de la règle de contrariété des couleurs : ces armes sont fautives (gueules sur sinople). Différences entre dessin et blasonnement : tour du chateau. Conflit héraldique : le blasonnement dit que la tour du milieu est "plus élevée" ; le dessin la montre de la même hauteur que les deux autres. Le statut officiel du blason reste à déterminer. |

| Blason de Aigues-Mortes | Blason  | D'or à un Saint Martin de carnation, vêtu d'azur et chaussé du champ, monté sur un cheval de gueules sellé et harnaché du champ, coupant son manteau aussi de gueules pour en remettre la moitié à un pauvre boiteux de carnation vêtu aussi d'azur, à la béquille au naturel, le tout sur une terrasse de sinople. |
| Blason de Aigues-Mortes | Détails | Le statut officiel du blason reste à déterminer. |

| Blason de Aigues-Vives | Blason  | D'azur à la source d'argent jaillissant d'un amas de rochers au naturel mouvant des flancs et herbés de sinople, et se jetant dans une rivière aussi d'argent mouvant de la pointe, le tout surmonté de l'inscription AQVA VIVA en lettres capitales d'or posées en fasce voutée. |
| Blason de Aigues-Vives | Détails | Armes parlantes. Le statut officiel du blason reste à déterminer. |

| Blason de Aiguèze | Blason  | D'azur au pal fuselé d'argent et de sinople.     |
| Blason de Aiguèze | Détails | Le statut officiel du blason reste à déterminer. |

| Blason de Aimargues | Blason  | Coupé d'azur et d'argent à la croix haussée d'or posée en bande brochant sur la partition. |
| Blason de Aimargues | Détails | Le statut officiel du blason reste à déterminer.                                           |

| Blason de Alès | Blason  | De gueules au demi-vol d'argent.                                              |
| Blason de Alès | Détails | Armes parlantes. (aile/alès) Le statut officiel du blason reste à déterminer. |

| Blason de Allègre-les-Fumades | Blason  | D'azur à la bande losangée d'or et de sinople.   |
| Blason de Allègre-les-Fumades | Détails | Le statut officiel du blason reste à déterminer. |

| Blason de Alzon | Blason  | D'or aux trois daims de sable ailés d'argent.    |
| Blason de Alzon | Détails | Le statut officiel du blason reste à déterminer. |

| Blason de Anduze | Blason  | D'azur au château d'argent ouvert et ajouré de sable, donjonné de trois tourelles du second, celle du milieu plus haute, le tout maçonné du troisième. |
| Blason de Anduze | Détails | Le statut officiel du blason reste à déterminer. |

| Blason de Angles (Les) | Blason  | De sinople au pal losangé d'argent et du champ.  |
| Blason de Angles (Les) | Détails | Le statut officiel du blason reste à déterminer. |

| Blason de Aramon | Blason  | D'argent à une montagne de sinople sommée d'un autel antique d'or, lui-même sommé d'une flamme de gueules. |
| Blason de Aramon | Détails | Armes parlantes. (ara = autel en latin ; mont) Le statut officiel du blason reste à déterminer.            |

| Blason de Argilliers | Blason  | D'azur au pal losangé d'argent et de sable.      |
| Blason de Argilliers | Détails | Le statut officiel du blason reste à déterminer. |

| Blason de Arpaillargues-et-Aureillac | Blason  | D'argent à la bande losangée du même et de sable. |
| Blason de Arpaillargues-et-Aureillac | Détails | Le statut officiel du blason reste à déterminer.  |

| Blason de Arphy | Blason  | D'azur à la fasce d'or accompagnée de trois arcs couchés du même. |
| Blason de Arphy | Détails | Le statut officiel du blason reste à déterminer.                  |

| Blason de Arre | Blason  | De sinople à la tour d'argent senestrée d'un avant-mur du même, le tout maçonné de sable. |
| Blason de Arre | Détails | Le statut officiel du blason reste à déterminer.                                          |

| Blason de Arrigas | Blason  | Bandé d'or et d'azur, au chef de sable chargé d'une aigle aussi d'or. |
| Blason de Arrigas | Détails | Le statut officiel du blason reste à déterminer.                      |

| Blason de Aubais | Blason  | De sable à la montagne d'or sommée d'une croisette latine du même et soutenue d'un ruisseau de sinople mouvant de la pointe.                                    |
| Blason de Aubais | Détails | * Il y a là non-respect de la règle de contrariété des couleurs : ces armes sont fautives (sinople sur sable). Le statut officiel du blason reste à déterminer. |

| Blason de Aubord | Blason  | D'or au taureau arrêté de sable, la tête de face, brochant sur une tierce abaissée d'azur; à la champagne de gueules chargée d'une croix cléchée, vidée et pommetée de douze pièces d'or. |
| Blason de Aubord | Détails | Adopté en juillet 2016. |
| Blason de Aubord | Alias   | Écartelé en sautoir : au 1er de gueules à la croix cléchée vidée et pommetée de douze pièces aussi vidées d’or, au 2d d’argent à six besants de gueules 3,2,1, au 3e d’argent à trois fasces ondées entées d’azur, au 4e de gueules au rencontre de taureau de sable allumé et accorné d’argent. * Il y a là non-respect de la règle de contrariété des couleurs : ces armes sont fautives (sable sur gueules). |

| Blason de Aubussargues | Blason  | De sinople au pal losangé d'or et de sable.      |
| Blason de Aubussargues | Détails | Le statut officiel du blason reste à déterminer. |

| Blason de Aujac | Blason  | D'hermine au chef losangé d'argent et de sinople. |
| Blason de Aujac | Détails | Le statut officiel du blason reste à déterminer.  |

| Blason de Aujargues | Blason  | Deux écus accolés : 1. Écartelé d'or à trois lambels de gueules l'un sur l'autre, et d'azur à trois pals d'or accompagnés de seize roses d'argent 4, 4, 4, 4 ; sur le tout d'argent au noyer terrassé de sinople. 2. D'azur au chevron sommé en chef d'un croissant accosté de deux étoiles et accompagné en pointe d'un trèfle, le tout d'argent |
| Blason de Aujargues | Détails | Le statut officiel du blason reste à déterminer. |

| Blason de Aulas | Blason  | D'or à l'aigle de sable, au chef d'azur chargé de trois tours d'argent. |
| Blason de Aulas | Détails | Le statut officiel du blason reste à déterminer.                        |

| Blason de Aumessas | Blason  | D'argent à l'aigle de sable.                     |
| Blason de Aumessas | Détails | Le statut officiel du blason reste à déterminer. |

Pas d'information pour les communes suivantes : Aspères, Avèze (Gard) 
- Haut – A
- B
- C
- D
- E
- F
- G
- H
- I
- J
- K
- L
- M
- N
- O
- P
- Q
- R
- S
- T
- U
- V
- W
- X
- Y
- Z

## B
| Blason de Bagard | Blason  | D'azur à la bande d'argent accompagnée en chef d'un lion d'or rampant contre la bande. |
| Blason de Bagard | Détails | Le statut officiel du blason reste à déterminer.                                       |

| Blason de Bagnols-sur-Cèze | Blason  | De gueules aux trois tinettes suspendues chacune à un anneau du même par trois cordons aussi d'or, au chef cousu de sinople chargé de trois fleurs de lys d'or.                                               |
| Blason de Bagnols-sur-Cèze | Détails | * Ces armes emploient le terme « cousu » dans le seul but de contrevenir à la règle de contrariété des couleurs : elles sont fautives : sinople sur gueules. Le statut officiel du blason reste à déterminer. |

| Blason de Barjac | Blason  | D'azur à l'estrez au pied alésé fiché d'argent soutenue de trois besants du même et cantonnée de quatre étoiles d'or. |
| Blason de Barjac | Détails | Le statut officiel du blason reste à déterminer.                                                                      |

| Blason de Baron | Blason  | D'or à la bande losangée d'or et d'azur.         |
| Blason de Baron | Détails | Le statut officiel du blason reste à déterminer. |

| Blason de Bastide-d'Engras (La) | Blason  | D'hermine au pal losangé d'argent et d'azur.     |
| Blason de Bastide-d'Engras (La) | Détails | Le statut officiel du blason reste à déterminer. |

| Blason de Beaucaire | Blason  | Écartelé d'or et de gueules.                     |
| Blason de Beaucaire | Détails | Le statut officiel du blason reste à déterminer. |

| Blason de Beauvoisin | Blason  | Écartelé: aux 1er et 4e d'or à quatre branches de genêt de sinople, ployées et passées en deux doubles sautoir entrelacés, aux 2e et au 3e de gueules à l'aigle d'argent. |
| Blason de Beauvoisin | Détails | Le statut officiel du blason reste à déterminer. |

| Blason de Bellegarde | Blason  | D'azur au pont en dos d'âne de trois arches d'or, celles des flancs plus petites, maçonné de sable, posé sur une champagne coupée ondée d'argent herbée de sinople et d'azur, surmonté de l'inscription « PONS AERARIUS » en lettres capitales d'argent sur deux lignes. |
| Blason de Bellegarde | Détails | Le statut officiel du blason reste à déterminer. |

| Blason de Belvézet | Blason  | De sinople à la fasce losangée d'argent et de gueules. |
| Blason de Belvézet | Détails | Le statut officiel du blason reste à déterminer.       |

| Blason de Bessèges | Blason  | D'azur à la barre d'or chargée d'une barre de gueules surchargée de trois ruches du second posées à plomb, accompagnée en chef d'une enclume d'argent et en pointe d'une pelle et d'un pic passés en sautoir soutenus d'une lanterne de mineur, le tout d'or ; au chef du même chargé de trois abeilles soudées d'argent. |
| Blason de Bessèges | Détails | * Il y a là non-respect de la règle de contrariété des couleurs : ces armes sont fautives (argent sur or). Le statut officiel du blason reste à déterminer. |

| Blason de Bez-et-Esparon | Blason  | De gueules à trois besants d'argent.             |
| Blason de Bez-et-Esparon | Détails | Le statut officiel du blason reste à déterminer. |

| Blason de Bezouce | Blason  | Écartelé : au 1er d'azur à trois croisettes latines cousues de gueules mal ordonnées, au 2d d'hermine plain, au 3e d'argent à la grappe de raisin de gueules feuillée d'une pièce de sinople senestrée d'un rameau d'olivier du même fruité de sable ; au 4e d'azur à un moulin à vent d'or sur une terrasse du même, à la plume d'oie d'argent brochant en barre sur le tout . |
| Blason de Bezouce | Détails | * Ces armes emploient le terme « cousu » dans le seul but de contrevenir à la règle de contrariété des couleurs : elles sont fautives : gueules sur azur. Le statut officiel du blason reste à déterminer. |

| Blason de Blandas | Blason  | D'azur à trois chevrons d'argent.                |
| Blason de Blandas | Détails | Le statut officiel du blason reste à déterminer. |

| Blason de Blauzac | Blason  | De gueules au cavalier romain suivi de deux fantassins, les trois contournés et armés d'une lance, le tout d'argent posé sur une champagne du même chargée de deux fleurs de lys soudées d'or. |
| Blason de Blauzac | Détails | * Il y a là non-respect de la règle de contrariété des couleurs : ces armes sont fautives (or sur argent). Le statut officiel du blason reste à déterminer.                                    |

| Blason de Boisset-et-Gaujac | Blason  | D'azur à trois buis arrachés d'or.               |
| Blason de Boisset-et-Gaujac | Détails | Le statut officiel du blason reste à déterminer. |

| Blason de Boissières | Blason  | De sable aux trois fasces échiquetées d'or et de sable de trois tires, accompagnées de six besants d'argent, 3, 2, 1. ; au chef de gueules chargé d'un sanglier cousu aussi de sable, allumé et défendu aussi d'argent. |
| Blason de Boissières | Détails | * Ces armes emploient le terme « cousu » dans le seul but de contrevenir à la règle de contrariété des couleurs : elles sont fautives : gueules et sable. Le statut officiel du blason reste à déterminer.              |

| Blason de Bonnevaux | Blason  | D'hermine au chef losangé d'argent et de sable.  |
| Blason de Bonnevaux | Détails | Le statut officiel du blason reste à déterminer. |

| Blason de Bordezac | Blason  | Tranché : au premier d'hermine au dolmen de gueules, au second d'azur à la croix fleurdelisée d'argent. |
| Blason de Bordezac | Détails | Le statut officiel du blason reste à déterminer.                                                        |

| Blason de Boucoiran-et-Nozières | Blason  | De sinople à la fasce losangée d'or et de sinople. |
| Blason de Boucoiran-et-Nozières | Détails | Le statut officiel du blason reste à déterminer.   |

| Blason de Bouillargues | Blason  | Taillé de gueules à la croix cléchée, vidée et pommetée de douze pièces d'or ; et du même au trident de gardian d'argent*.                                  |
| Blason de Bouillargues | Détails | * Il y a là non-respect de la règle de contrariété des couleurs : ces armes sont fautives (argent sur or). Le statut officiel du blason reste à déterminer. |

| Blason de Bouquet | Blason  | Écartelé d'argent à quatre têtes de maure de sable tortillées du champ, et de gueules aux quatre pals d'or ; sur le tout de gueules au mouton d'or surmonté d'un croissant d'argent. |
| Blason de Bouquet | Détails | Le statut officiel du blason reste à déterminer. |

| Blason de Bourdic | Blason  | D'argent à la bande losangée d'argent et de sinople. |
| Blason de Bourdic | Détails | Le statut officiel du blason reste à déterminer.     |

| Blason de Bragassargues | Blason  | D'azur à trois rochers d'argent mouvant de la pointe, au chef du même chargé de trois étoiles de gueules. |
| Blason de Bragassargues | Détails | Le statut officiel du blason reste à déterminer.                                                          |

| Blason de Branoux-les-Taillades | Blason  | D'azur aux trois flambeaux d'or allumés de gueules, rangés en fasce. |
| Blason de Branoux-les-Taillades | Détails | Le statut officiel du blason reste à déterminer.                     |

| Blason de Bréau-et-Salagosse | Blason  | Deux écus accolés : 1. De sinople au taureau furieux d'or 2. D'azur au château de trois tours d'argent, ouvert, ajouré et maçonné de sable |
| Blason de Bréau-et-Salagosse | Détails | Le statut officiel du blason reste à déterminer.                                                                                           |

| Blason de Brignon | Blason  | D'azur à cinq rochers d'or ordonnés en sautoir.                                                                             |
| Blason de Brignon | Détails | Armes des Raimond de Brignon, seigneurs du village du XIe au XVIIe siècle. Le statut officiel du blason reste à déterminer. |
| Blason de Brignon | Alias   | De vair au chef losangé d'argent et d'azur. Armes attribuées par Charles d'Hozier à la fin du XVIIe siècle.                 |

| Blason de Brouzet-lès-Alès | Blason  | De sinople au chef losangé d'argent et d'azur.   |
| Blason de Brouzet-lès-Alès | Détails | Le statut officiel du blason reste à déterminer. |

| Blason de Brouzet-lès-Quissac | Blason  | D'argent au sanglier de sable, allumé et défendu du champ, sortant d'un bois de sinople. |
| Blason de Brouzet-lès-Quissac | Détails | Le statut officiel du blason reste à déterminer.                                         |

| Blason de Bruguière (La) | Blason  | De sable au pal losangé d'argent et de sinople.  |
| Blason de Bruguière (La) | Détails | Le statut officiel du blason reste à déterminer. |

Pas d'information pour les communes suivantes : Bernis (Gard), Bréau-Mars
- Haut – A
- B
- C
- D
- E
- F
- G
- H
- I
- J
- K
- L
- M
- N
- O
- P
- Q
- R
- S
- T
- U
- V
- W
- X
- Y
- Z

## C
| Blason de Cadière-et-Cambo (La) | Blason  | Deux écus accolés : 1. d'azur à Notre Dame d'argent assise sur une chaise à dossier d'or (La Cadière) 2. d'argent à trois chevrons de gueules (Cambo)       |
| Blason de Cadière-et-Cambo (La) | Détails | * Il y a là non-respect de la règle de contrariété des couleurs : ces armes sont fautives (argent sur or). Le statut officiel du blason reste à déterminer. |

| Blason de Cailar (Le) | Blason  | D'argent au saule de sinople.                    |
| Blason de Cailar (Le) | Détails | Le statut officiel du blason reste à déterminer. |

| Blason de Caissargues | Blason  | D'azur au chevron d'or accompagné de trois poules d'eau d'argent, celles du chef affrontées, au chef du même chargé de trois étoiles de gueules. |
| Blason de Caissargues | Détails | Le statut officiel du blason reste à déterminer.                                                                                                 |

| Blason de Calmette (La) | Blason  | De vair à la fasce losangée d'argent et de sable. |
| Blason de Calmette (La) | Détails | Le statut officiel du blason reste à déterminer.  |

| Blason de Calvisson | Blason  | D'azur à trois pals d'or accompagnés de seize roses d'argent ordonnées 4,4,4 et 4, à la grande losange brochant écartelée : au 1er et au 4e d'argent au noyer terrassé de sinople, au 2e losangé d'argent et de gueules, au 3e de gueules au château d'or sommé de trois tours du même, maçonné de sable, la tour du milieu plus élevée que les deux autres ; sur le tout d'or aux trois lambels de gueules l'un sur l'autre. |
| Blason de Calvisson | Détails | Le statut officiel du blason reste à déterminer. |

| Blason de Campestre-et-Luc | Blason  | D'or à une gerbe de blé de sinople.              |
| Blason de Campestre-et-Luc | Détails | Le statut officiel du blason reste à déterminer. |

| Blason de Cannes-et-Clairan | Blason  | Tranché de vair à la fasce losangée d'or et d'azur, et d'hermine à la fasce losangée d'argent et de sable. |
| Blason de Cannes-et-Clairan | Détails | Le statut officiel du blason reste à déterminer.                                                           |

| Blason de Canaules-et-Argentières | Blason  | Parti d'or plain et de gueules à l'épi de blé tigé et feuillé d'or ; au pal ondé réduit d'azur brochant sur la partition; à la grappe de raisin de pourpre, tigée et feuillée au naturel chargeant l'or et brochant en partie sur le pal. |
| Blason de Canaules-et-Argentières | Détails | Le statut officiel du blason reste à déterminer. |

| Blason de Capelle-et-Masmolène (La) | Blason  | D'or à la fasce losangée d'argent et de sinople. |
| Blason de Capelle-et-Masmolène (La) | Détails | Le statut officiel du blason reste à déterminer. |

| Blason de Cardet | Blason  | D'azur à un croissant d'or, à la bordure crénelée de sept pièces du même. |
| Blason de Cardet | Détails | Le statut officiel du blason reste à déterminer.                          |

| Blason de Carnas | Blason  | De gueules au château d'argent ouvert, ajouré et maçonné de sable, surmonté d'un calice d'or d'où émerge une tête de serpent du troisième, languée du quatrième. |
| Blason de Carnas | Détails | Adopté par la municipalité en 1988. |

| Blason de Carsan | Blason  | De gueules à la fasce losangée d'argent et de sable. |
| Blason de Carsan | Détails | Le statut officiel du blason reste à déterminer.     |

| Blason de Cassagnoles | Blason  | D'azur à un saint Martin au naturel donnant la moitié de son manteau à un pauvre du même. |
| Blason de Cassagnoles | Détails | Différences entre dessin et blasonnement : le "au naturel" du blasonnement est bien trop vague, et ne peut s'appliquer ni au cheval ni aux vêtements, ni aux harnais. Des couleurs sont donc manquantes. Le statut officiel du blason reste à déterminer. |

| Blason de Castelnau-Valence | Blason  | Deux écus accolés : 1. de sinople au pal losangé d'or et d'azur (Castelnau) ; 2. de sinople au pal losangé d'or et de gueules (Valence) |
| Blason de Castelnau-Valence | Détails | Le statut officiel du blason reste à déterminer.                                                                                        |

| Blason de Castillon-du-Gard | Blason  | D'argent à la bande losangée d'or et d'azur.     |
| Blason de Castillon-du-Gard | Détails | Le statut officiel du blason reste à déterminer. |

| Blason de Causse-Bégon | Blason  | De gueules à la tour d'argent, ouverte et ajourée du champ, surmontée de trois fleurs de lis d'argent rangées en chef.                                                                 |
| Blason de Causse-Bégon | Détails | Conflit héraldique : le blasonnement dit la tour "ouverte et ajourée du champ" ; le dessin la représente ouverte et ajourée d'argent. Le statut officiel du blason reste à déterminer. |

| Blason de Caveirac | Blason  | De gueules au château de quatre tours couvertes d'argent, vu en plan, accompagné en pointe d'une jumelle ondée du même. Devise / Cri« in adversis concordes » (tous unis dans l’adversité). |
| Blason de Caveirac | Détails | Le statut officiel du blason reste à déterminer. |

| Blason de Cavillargues | Blason  | D'azur à la bande losangée d'or et du champ.     |
| Blason de Cavillargues | Détails | Le statut officiel du blason reste à déterminer. |

| Blason de Cendras | Blason  | De gueules à la hache d'armes d'argent accompagnée de trois fers de pique d'or. |
| Blason de Cendras | Détails | Le statut officiel du blason reste à déterminer.                                |

| Blason de Chamborigaud | Blason  | D'or à la croix losangée du même et de gueules.  |
| Blason de Chamborigaud | Détails | Le statut officiel du blason reste à déterminer. |

| Blason de Chusclan | Blason  | D'azur à la barre losangée d'argent et de sable.                                           |
| Blason de Chusclan | Détails | Différences entre dessin et blasonnement. Le statut officiel du blason reste à déterminer. |

| Blason de Clarensac | Blason  | D'azur à la fontaine couverte d'argent maçonnée de sable, cantonnée de quatre tours du second. |
| Blason de Clarensac | Détails | Le statut officiel du blason reste à déterminer.                                               |

| Blason de Codolet | Blason  | D'argent à la fasce losangée d'or et de gueules. |
| Blason de Codolet | Détails | Le statut officiel du blason reste à déterminer. |

| Blason de Collias | Blason  | D'hermine au pal losangé d'or et d'azur.         |
| Blason de Collias | Détails | Le statut officiel du blason reste à déterminer. |

| Blason de Collorgues | Blason  | D'azur au pal losangé d'argent et du champ.      |
| Blason de Collorgues | Détails | Le statut officiel du blason reste à déterminer. |

| Blason de Colognac | Blason  | De sable au lion d'or.                           |
| Blason de Colognac | Détails | Le statut officiel du blason reste à déterminer. |

| Blason de Combas | Blason  | D'or à la fasce d'argent* chargée de cinq fusées accolées de gueules.                                                                       |
| Blason de Combas | Détails | * Il y a là non-respect de la règle de contrariété des couleurs : ces armes sont fautives (argent sur or). Version utilisée par la commune. |
| Blason de Combas | Alias   | D'or à la fasce losangée d'argent et de gueules. Blason attribué par Charles d'Hozier à la fin du XVIIe siècle.                             |

| Blason de Concoules | Blason  | D'or à la fasce losangée d'argent et de sable.   |
| Blason de Concoules | Détails | Le statut officiel du blason reste à déterminer. |

| Blason de Connaux | Blason  | De vair au pal losangé d'argent et d'azur.       |
| Blason de Connaux | Détails | Le statut officiel du blason reste à déterminer. |

| Blason de Conqueyrac | Blason  | De gueules à la fasce d'or accompagnée de trois coquilles du même.                    |
| Blason de Conqueyrac | Détails | Armes parlantes. (conques/coquilles) Le statut officiel du blason reste à déterminer. |

| Blason de Corbès | Blason  | D'azur au flambeau d'or enflammé de gueules.     |
| Blason de Corbès | Détails | Le statut officiel du blason reste à déterminer. |

| Blason de Corconne | Blason  | D'azur à deux montagnes d'or mouvant des deux flancs de l'écu, celle de dextre sommée d'une croisette haussée d'argent, celle de senestre d'un château du même, ouvert, ajouré et maçonné de sable. |
| Blason de Corconne | Détails | Le statut officiel du blason reste à déterminer. |

| Blason de Cornillon | Blason  | De gueules à la fasce losangée d'argent et du champ. |
| Blason de Cornillon | Détails | Le statut officiel du blason reste à déterminer.     |

| Blason de Crespian | Blason  | De vair à la fasce losangée d'or et de sable.    |
| Blason de Crespian | Détails | Le statut officiel du blason reste à déterminer. |

| Blason de Cros | Blason  | D'argent chapé de gueules, à trois roses de l'un en l'autre. |
| Blason de Cros | Détails | Le statut officiel du blason reste à déterminer.             |

| Blason de Cruviers-Lascours | Blason  | De vair au chef losangé d'or et d'azur.          |
| Blason de Cruviers-Lascours | Détails | Le statut officiel du blason reste à déterminer. |

Pas d'information pour les communes suivantes : Cabrières (Gard), Chambon (Gard), Codognan, Comps (Gard), Congénies, Courry
- Haut – A
- B
- C
- D
- E
- F
- G
- H
- I
- J
- K
- L
- M
- N
- O
- P
- Q
- R
- S
- T
- U
- V
- W
- X
- Y
- Z

## D
| Blason de Deaux | Blason  | D'or à la croix losangée d'argent et de sable.   |
| Blason de Deaux | Détails | Le statut officiel du blason reste à déterminer. |

| Blason de Dions | Blason  | De vair à la fasce losangée d'argent et de sinople. |
| Blason de Dions | Détails | Le statut officiel du blason reste à déterminer.    |

| Blason de Domazan | Blason  | De sable à la fasce losangée d'or et du champ.   |
| Blason de Domazan | Détails | Le statut officiel du blason reste à déterminer. |

| Blason de Domessargues | Blason  | D'azur au château donjonné d'argent, la porte ouverte du champ encadrant un lion d'or. |
| Blason de Domessargues | Détails | Le statut officiel du blason reste à déterminer.                                       |

| Blason de Dourbies | Blason  | D'azur à la croix d'or cantonnée de quatre dauphins du même. |
| Blason de Dourbies | Détails | Le statut officiel du blason reste à déterminer.             |

| Blason de Durfort-et-Saint-Martin-de-Sossenac | Blason  | Écartelé d'argent à la bande d'azur, et de gueules au lion d'argent (Durfort). |
| Blason de Durfort-et-Saint-Martin-de-Sossenac | Détails | Le statut officiel du blason reste à déterminer.                               |

- Haut – A
- B
- C
- D
- E
- F
- G
- H
- I
- J
- K
- L
- M
- N
- O
- P
- Q
- R
- S
- T
- U
- V
- W
- X
- Y
- Z

## E
| Blason de Estézargues | Blason  | De vair au pal losangé d'or et d'azur.           |
| Blason de Estézargues | Détails | Le statut officiel du blason reste à déterminer. |

| Blason de Estréchure (L') | Blason  | D'azur à un saint Martin à cheval donnant la moitié de son manteau à un pauvre, le tout d'or. |
| Blason de Estréchure (L') | Détails | Le statut officiel du blason reste à déterminer.                                              |

| Blason de Euzet | Blason  | De gueules au pal losangé d'argent et du champ.  |
| Blason de Euzet | Détails | Le statut officiel du blason reste à déterminer. |

- Haut – A
- B
- C
- D
- E
- F
- G
- H
- I
- J
- K
- L
- M
- N
- O
- P
- Q
- R
- S
- T
- U
- V
- W
- X
- Y
- Z

## F
| Blason de Flaux | Blason  | De vair au pal losangé d'or et de gueules.       |
| Blason de Flaux | Détails | Le statut officiel du blason reste à déterminer. |

| Blason de Foissac | Blason  | De sinople au pal losangé d'or et du champ.      |
| Blason de Foissac | Détails | Le statut officiel du blason reste à déterminer. |

| Blason de Fons | Blason  | D'or au pal losangé d'argent et d'azur.          |
| Blason de Fons | Détails | Le statut officiel du blason reste à déterminer. |

| Blason de Fons-sur-Lussan | Blason  | De sable au pal losangé d'or et du champ.        |
| Blason de Fons-sur-Lussan | Détails | Le statut officiel du blason reste à déterminer. |

| Blason de Fontanès | Blason  | D'azur à la barre losangée d'argent et de sinople.                                         |
| Blason de Fontanès | Détails | Différences entre dessin et blasonnement. Le statut officiel du blason reste à déterminer. |

| Blason de Fontarèches | Blason  | D'hermine à la fasce losangée d'or et de sinople. |
| Blason de Fontarèches | Détails | Le statut officiel du blason reste à déterminer.  |

| Blason de Fournès | Blason  | De sinople au pal losangé d'argent et de sable.  |
| Blason de Fournès | Détails | Le statut officiel du blason reste à déterminer. |

| Blason de Fourques | Blason  | D'azur à la bande fuselée d'argent et du champ.  |
| Blason de Fourques | Détails | Le statut officiel du blason reste à déterminer. |

| Blason de Fressac | Blason  | D'argent à la croix de gueules chargée de cinq besants du champ. |
| Blason de Fressac | Détails | Le statut officiel du blason reste à déterminer.                 |

- Haut – A
- B
- C
- D
- E
- F
- G
- H
- I
- J
- K
- L
- M
- N
- O
- P
- Q
- R
- S
- T
- U
- V
- W
- X
- Y
- Z

## G
| Blason de Gagnières | Blason  | De sinople à la fasce losangée d'argent et d'azur. |
| Blason de Gagnières | Détails | Le statut officiel du blason reste à déterminer.   |

| Blason de Gailhan | Blason  | Parti d'argent à cinq fasces de gueules,et d'or au lion de sable lampassé de gueules. |
| Blason de Gailhan | Détails | Le statut officiel du blason reste à déterminer.                                      |

| Blason de Gajan | Blason  | D'hermine à la fasce losangée d'or et de gueules. |
| Blason de Gajan | Détails | Le statut officiel du blason reste à déterminer.  |

| Blason de Gallargues-le-Montueux | Blason  | De gueules au coq d'or, au chef cousu de France. Devise / Cri« rubipus firmior » (plus solide que le bec). |
| Blason de Gallargues-le-Montueux | Détails | Armes parlantes. (gallus = coq en latin) Le statut officiel du blason reste à déterminer.                  |

| Blason de Garn (Le) | Blason  | D'or à la bande losangée du même et de gueules.  |
| Blason de Garn (Le) | Détails | Le statut officiel du blason reste à déterminer. |

| Blason de Garons | Blason  | De gueules à la mitre d'évêque d'or.             |
| Blason de Garons | Détails | Le statut officiel du blason reste à déterminer. |

| Blason de Garrigues-Sainte-Eulalie | Blason  | De sable au pal losangé d'or et de gueules.      |
| Blason de Garrigues-Sainte-Eulalie | Détails | Le statut officiel du blason reste à déterminer. |

| Blason de Gaujac | Blason  | De gueules à la bande losangée d'argent et de sable. |
| Blason de Gaujac | Détails | Le statut officiel du blason reste à déterminer.     |

| Blason de Générargues | Blason  | D'azur à la fasce d'argent chargée de trois lionceaux de sable. |
| Blason de Générargues | Détails | Le statut officiel du blason reste à déterminer.                |

| Blason de Génolhac | Blason  | De sable au pal losangé d'argent et de gueules.  |
| Blason de Génolhac | Détails | Le statut officiel du blason reste à déterminer. |

| Blason de Goudargues | Blason  | D'argent au pal losangé du même et de gueules.   |
| Blason de Goudargues | Détails | Le statut officiel du blason reste à déterminer. |

| Blason de Grand-Combe (La) | Blason  | De sinople au pairle cousu de sable chargé, en chef, de deux pics affrontés et, en pointe, d'une lanterne de mineur, le tout d'or, et accompagné de trois châteaux du même ouverts et ajourés aussi de sable. |
| Blason de Grand-Combe (La) | Détails | * Ces armes emploient le terme « cousu » dans le seul but de contrevenir à la règle de contrariété des couleurs : elles sont fautives : sable sur sinople. Le statut officiel du blason reste à déterminer.   |

| Blason de Grau-du-Roi (Le) | Blason  | Parti d'or à deux thons de gueules posés en pal et rangés en fasce en pointe, surmontés d'une grappe de raisin du même feuillée de sinople ; et d'azur au lion d'or lampassé de gueules ; aux deux bisses d'argent entrelacées brochant en pal sur le tout. |
| Blason de Grau-du-Roi (Le) | Détails | Le statut officiel du blason reste à déterminer. |

- Haut – A
- B
- C
- D
- E
- F
- G
- H
- I
- J
- K
- L
- M
- N
- O
- P
- Q
- R
- S
- T
- U
- V
- W
- X
- Y
- Z

Pas d'information pour les communes suivantes : Générac

## I
| Blason de Issirac | Blason  | D'azur au pal losangé d'or et de sable.          |
| Blason de Issirac | Détails | Le statut officiel du blason reste à déterminer. |

- Haut – A
- B
- C
- D
- E
- F
- G
- H
- I
- J
- K
- L
- M
- N
- O
- P
- Q
- R
- S
- T
- U
- V
- W
- X
- Y
- Z

## J
| Blason de Jonquières-Saint-Vincent | Blason  | D'argent à la botte de joncs de sinople, liée d'or, avec ces inscriptions en flancs L'EN TIENS à dextre et DEUX MILLE à senestre en lettres capitales de sable, accompagnée de trois ombres d'étoiles. |
| Blason de Jonquières-Saint-Vincent | Détails | Armes parlantes. (joncs) Le statut officiel du blason reste à déterminer. |

Pas d'information pour les communes suivantes : Junas
- Haut – A
- B
- C
- D
- E
- F
- G
- H
- I
- J
- K
- L
- M
- N
- O
- P
- Q
- R
- S
- T
- U
- V
- W
- X
- Y
- Z

## L
| Blason de Lamelouze | Blason  | D'azur à un violon d'or accompagné de quatre abeilles du même ordonnées 1, 2 et 1. |
| Blason de Lamelouze | Détails | Le statut officiel du blason reste à déterminer.                                   |

| Blason de Langlade | Blason  | D'argent à trois échalas au naturel surmontés au point du chef d'une grappe de raisin de pourpre feuillée de deux pièces de sinople. |
| Blason de Langlade | Détails | Le statut officiel du blason reste à déterminer.                                                                                     |

| Blason de Lanuéjols | Blason  | D'azur à la montagne cousue de sinople chargée d'une cardabelle d'or, surmontée d'un gril d'argent accosté de deux têtes de brebis affrontées du même.         |
| Blason de Lanuéjols | Détails | * Il y a là non-respect de la règle de contrariété des couleurs : ces armes sont fautives (sinople sur azur). Le statut officiel du blason reste à déterminer. |

| Blason de Lasalle | Blason  | De gueules au château d'or.                      |
| Blason de Lasalle | Détails | Le statut officiel du blason reste à déterminer. |

| Blason de Laudun-l'Ardoise | Blason  | D'azur au sautoir d'or, au lambel de gueules brochant en chef.       |
| Blason de Laudun-l'Ardoise | Détails | Le statut officiel du blason reste à déterminer.                     |
| Blason de Laudun-l'Ardoise | Alias   | D'azur au sautoir alésé d'or, au lambel de gueules brochant en chef. |

| Blason de Laval-Pradel | Blason  | D'azur à la fasce losangée d'argent et de sinople. |
| Blason de Laval-Pradel | Détails | Le statut officiel du blason reste à déterminer.   |

| Blason de Lédenon | Blason  | D'azur à trois pals d'or, au chef cousu de gueules chargé de trois hydres de sept têtes du second.                                                             |
| Blason de Lédenon | Détails | * Il y a là non-respect de la règle de contrariété des couleurs : ces armes sont fautives (gueules sur azur). Le statut officiel du blason reste à déterminer. |

| Blason de Lédignan | Blason  | De gueules au soleil d'or, au chef cousu de sinople chargé d'une colombe essorante d'argent accostée de deux croisettes du même.                                  |
| Blason de Lédignan | Détails | * Il y a là non-respect de la règle de contrariété des couleurs : ces armes sont fautives (sinople sur gueules). Le statut officiel du blason reste à déterminer. |

| Blason de Lézan | Blason  | D'azur à deux pilotis d'or, celui de dextre penché en bande et sommé d'une couronne crénelée de sept pièces du même. |
| Blason de Lézan | Détails | Le statut officiel du blason reste à déterminer.                                                                     |

| Blason de Liouc | Blason  | D’azur au lion d’or accosté de deux rochers isolés du même. |
| Blason de Liouc | Détails | Le statut officiel du blason reste à déterminer.            |

| Blason de Lirac | Blason  | D'azur à Saint Pierre d'or, tenant de sa main dextre deux clefs du même |
| Blason de Lirac | Détails | Le statut officiel du blason reste à déterminer.                        |

| Blason de Logrian-Florian | Blason  | D’or à l’aigle éployée de sable, au chef d’azur chargé d’un soleil du champ. |
| Blason de Logrian-Florian | Détails | Le statut officiel du blason reste à déterminer.                             |

| Blason de Lussan | Blason  | De gueules au chef losangé d'argent et de sinople. |
| Blason de Lussan | Détails | Le statut officiel du blason reste à déterminer.   |

- Haut – A
- B
- C
- D
- E
- F
- G
- H
- I
- J
- K
- L
- M
- N
- O
- P
- Q
- R
- S
- T
- U
- V
- W
- X
- Y
- Z

Pas d'information pour les communes suivantes : Laval-Saint-Roman,Lecques

## M
| Blason de Mages (Les) | Blason  | D'azur au borie d'argent, ouvert et ajouré de sable posé sur une terrasse de sinople, au chef de gueules chargé de trois étoiles d'or.                                         |
| Blason de Mages (Les) | Détails | * Il y a là non-respect de la règle de contrariété des couleurs : ces armes sont fautives (chef de gueules sur champ d'azur). Le statut officiel du blason reste à déterminer. |

| Blason de Malons-et-Elze | Blason  | Deux écus accolés : De sable au chef losangé d'or et de gueules ; et de gueules à la fasce losangée d'or et de sable. |
| Blason de Malons-et-Elze | Détails | Le statut officiel du blason reste à déterminer.                                                                      |

| Blason de Mandagout | Blason  | D’azur au dragon d’or, au chef d’argent chargé de trois tourteaux de sable. |
| Blason de Mandagout | Détails | Le statut officiel du blason reste à déterminer.                            |

| Blason de Manduel | Blason  | D’or à la cotice d’argent fuselée de trois pièces de sinople. |
| Blason de Manduel | Détails | Le statut officiel du blason reste à déterminer.              |

| Blason de Marguerittes | Blason  | D'azur à trois marguerites d'argent rangées sur une terrasse du même, surmontées d'un soleil d'or. |
| Blason de Marguerittes | Détails | Armes parlantes. (marguerites) Le statut officiel du blason reste à déterminer.                    |

| Blason de Mars | Blason  | D'azur à la muraille crénelée de cinq pièces d'argent, maçonnée de sable. |
| Blason de Mars | Détails | Le statut officiel du blason reste à déterminer.                          |

| Blason de Martignargues | Blason  | De gueules au pal losangé d'argent et de sable.  |
| Blason de Martignargues | Détails | Le statut officiel du blason reste à déterminer. |

| Blason de Martinet (Le) | Blason  | D'argent aux quatre fasces ondées d'azur, mantelé ployé de gueules semé de clous d'or. |
| Blason de Martinet (Le) | Détails | Le statut officiel du blason reste à déterminer.                                       |

| Blason de Maruéjols-lès-Gardon | Blason  | De tenné à trois épis liés d'or, accostés des lettres M et G capitales de sable. |
| Blason de Maruéjols-lès-Gardon | Détails | Le statut officiel du blason reste à déterminer.                                 |

| Blason de Massanes | Blason  | D’azur à un chevron d’or accompagné en chef de deux gerbes de même et en pointe d’un rocher d’argent. |
| Blason de Massanes | Détails | Le statut officiel du blason reste à déterminer.                                                      |

| Blason de Massillargues-Attuech | Blason  | D’azur à la main dextre d’argent tenant une massue d’or.                   |
| Blason de Massillargues-Attuech | Détails | Armes parlantes. (massue) Le statut officiel du blason reste à déterminer. |

| Blason de Mauressargues | Blason  | De vair au chef losangé d'argent et de sinople.  |
| Blason de Mauressargues | Détails | Le statut officiel du blason reste à déterminer. |

| Blason de Méjannes-le-Clap | Blason  | D'argent à la bande losangée d'or et de gueules. |
| Blason de Méjannes-le-Clap | Détails | Le statut officiel du blason reste à déterminer. |

| Blason de Méjannes-lès-Alès | Blason  | D'hermine au pal losangé d'argent et de sinople. |
| Blason de Méjannes-lès-Alès | Détails | Le statut officiel du blason reste à déterminer. |

| Blason de Meynes | Blason  | D'argent à la bande fuselée d'argent et de gueules. |
| Blason de Meynes | Détails | Le statut officiel du blason reste à déterminer.    |

| Blason de Meyrannes | Blason  | D'azur à la bande losangée d'or et de sinople.   |
| Blason de Meyrannes | Détails | Le statut officiel du blason reste à déterminer. |

| Blason de Mialet | Blason  | D'azur à l'épée d'or.                            |
| Blason de Mialet | Détails | Le statut officiel du blason reste à déterminer. |

| Blason de Milhaud | Blason  | D'or à quatre pals de gueules, à la bande brochant d'azur, au chef de France. |
| Blason de Milhaud | Détails | Le statut officiel du blason reste à déterminer.                              |

| Blason de Molières-Cavaillac | Blason  | D'argent à la fasce d'azur chargée de trois besants d'or. |
| Blason de Molières-Cavaillac | Détails | Le statut officiel du blason reste à déterminer.          |

| Blason de Molières-sur-Cèze | Blason  | Parti d'or à la lampe de mineur de sable, la mèche d'argent allumée du champ ; et d'azur à la tour d'argent, maçonnée de sable et chargée d'un écusson de gueules au demi-vol d'or; le tout sommé d'un chef de gueules chargé d'une croix cléchée, vidée et pommetée de douze pièces d'or. |
| Blason de Molières-sur-Cèze | Détails | Officiel, adopté par le conseil municipal le 8 octobre 2012 |

| Blason de Monoblet | Blason  | D'argent à un griffon de gueules.                |
| Blason de Monoblet | Détails | Le statut officiel du blason reste à déterminer. |

| Blason de Mons | Blason  | D'or au pal losangé du même et de sable.         |
| Blason de Mons | Détails | Le statut officiel du blason reste à déterminer. |

| Blason de Montagnac | Blason  | D'azur à la fasce losangée d'argent et du champ. |
| Blason de Montagnac | Détails | Le statut officiel du blason reste à déterminer. |

| Blason de Montaren-et-Saint-Médiers | Blason  | Écartelé : au 1er d'or au pal losangé d'argent et de sinople, aux 2e et 3e de gueules à la croix cléchée, vidée et pommetée de douze pièces d'or, au 4e d'or à la croix losangée d'argent et d'azur. |
| Blason de Montaren-et-Saint-Médiers | Détails | Le statut officiel du blason reste à déterminer. |

| Blason de Montclus | Blason  | De vair au pal losangé d'or et de sinople.       |
| Blason de Montclus | Détails | Le statut officiel du blason reste à déterminer. |

| Blason de Montdardier | Blason  | De gueules au chevron d'or surmonté d'une flèche couchée du même et soutenu d'une montagne d'argent mouvant de la pointe. |
| Blason de Montdardier | Détails | Armes parlantes. (mont ; dard = petite flèche) Le statut officiel du blason reste à déterminer.                           |

| Blason de Monteils | Blason  | D'azur, à la barre losangée d'argent et du champ.                                          |
| Blason de Monteils | Détails | Différences entre dessin et blasonnement. Le statut officiel du blason reste à déterminer. |

| Blason de Montfaucon | Blason  | D'hermine au chef losangé d'or et de sable.      |
| Blason de Montfaucon | Détails | Le statut officiel du blason reste à déterminer. |

| Blason de Montfrin | Blason  | D'or au monde d'azur, cintré et croisé d'argent, soutenu de l'inscription MONSFRINUS en lettres capitales de sable. |
| Blason de Montfrin | Détails | Le statut officiel du blason reste à déterminer.                                                                    |

| Blason de Montmirat | Blason  | De vair à la fasce losangée d'or et de sinople.  |
| Blason de Montmirat | Détails | Le statut officiel du blason reste à déterminer. |

| Blason de Montpezat | Blason  | D'azur à la balance d'or appendue au chef, le fléau posé en barre, les plateaux chargés du même.      |
| Blason de Montpezat | Détails | Armes parlantes. ("pezat"/peser, rôle de la balance) Le statut officiel du blason reste à déterminer. |

| Blason de Moulézan | Blason  | D'argent au pal losangé d'or et de sable.        |
| Blason de Moulézan | Détails | Le statut officiel du blason reste à déterminer. |

| Blason de Moussac | Blason  | De sable au pal losangé d'or et d'azur.          |
| Blason de Moussac | Détails | Le statut officiel du blason reste à déterminer. |

| Blason de Mus | Blason  | De sinople aux trois barres de sables, au chat-huant d'argent becqué et membré d'or, au canton senestre chargé d'une angemme aussi d'or[réf. nécessaire]. |
| Blason de Mus | Détails | Le statut officiel du blason reste à déterminer. |

Pas d'information pour les communes suivantes : Montignargues
- Haut – A
- B
- C
- D
- E
- F
- G
- H
- I
- J
- K
- L
- M
- N
- O
- P
- Q
- R
- S
- T
- U
- V
- W
- X
- Y
- Z

## N
| Blason à dessiner | Blason  | D'or à la fasce ondée de sinople, au dauphin d'argent brochant.      |
| Blason à dessiner | Détails | Le statut officiel du blason reste à déterminer.                     |
| Blason à dessiner | Alias   | D’or à la rivière de sinople dans laquelle nage un dauphin d’argent. |

| Blason de Navacelles | Blason  | De sinople au chef losangé d'or et de sable.     |
| Blason de Navacelles | Détails | Le statut officiel du blason reste à déterminer. |

| Blason de Ners | Blason  | De sable à la fasce losangée d'or et de sinople  |
| Blason de Ners | Détails | Le statut officiel du blason reste à déterminer. |

| Blason de Nîmes | Blason  | De gueules au palmier terrassé de sinople, au fût duquel est attaché par une chaîne d'or en bande un crocodile passant contourné aussi de sinople, colleté d'or, surmonté des inscriptions COL à dextre et NEM à senestre du même, les branches du palmier soutenant au quartier dextre une couronne de lauriers liée d'or. |
| Blason de Nîmes | Détails | * Il y a là non-respect de la règle de contrariété des couleurs : ces armes sont fautives (Sinople sur gueules). Le statut officiel du blason reste à déterminer. |

| Blason de Notre-Dame-de-la-Rouvière | Blason  | D'or à trois chênes de sinople.                  |
| Blason de Notre-Dame-de-la-Rouvière | Détails | Le statut officiel du blason reste à déterminer. |

- Haut – A
- B
- C
- D
- E
- F
- G
- H
- I
- J
- K
- L
- M
- N
- O
- P
- Q
- R
- S
- T
- U
- V
- W
- X
- Y
- Z

## O
| Blason de Orsan | Blason  | D'hermine au chef losangé d'or et de gueules.    |
| Blason de Orsan | Détails | Le statut officiel du blason reste à déterminer. |

| Blason de Orthoux-Sérignac-Quilhan | Blason  | De vair à la fasce losangée d'or et de gueules.  |
| Blason de Orthoux-Sérignac-Quilhan | Détails | Le statut officiel du blason reste à déterminer. |

- Haut – A
- B
- C
- D
- E
- F
- G
- H
- I
- J
- K
- L
- M
- N
- O
- P
- Q
- R
- S
- T
- U
- V
- W
- X
- Y
- Z

## P
| Blason de Parignargues | Blason  | D'azur à trois pommes d'or.                      |
| Blason de Parignargues | Détails | Le statut officiel du blason reste à déterminer. |

| Blason de Peyremale | Blason  | D'azur au cor de chasse d'or, lié d'argent, accompagné de trois molettes du même remplies aussi d'or. |
| Blason de Peyremale | Détails | Le statut officiel du blason reste à déterminer.                                                      |

| Blason de Peyrolles | Blason  | De sable à trois chaudrons d'or.                 |
| Blason de Peyrolles | Détails | Le statut officiel du blason reste à déterminer. |

| Blason de Pin (Le) | Blason  | D'azur à la bande losangée d'argent et de gueules. |
| Blason de Pin (Le) | Détails | Le statut officiel du blason reste à déterminer.   |

| Blason de Plans (Les) | Blason  | De sinople au chef losangé d'argent et de gueules. |
| Blason de Plans (Les) | Détails | Le statut officiel du blason reste à déterminer.   |

| Blason de Plantiers (Les) | Blason  | D'azur à la fontaine d'argent accostée de deux arbres d'or sur une terrasse de sinople.                                                                        |
| Blason de Plantiers (Les) | Détails | * Il y a là non-respect de la règle de contrariété des couleurs : ces armes sont fautives (sinople sur azur). Le statut officiel du blason reste à déterminer. |

| Blason de Pommiers | Blason  | D'or au pommier de sinople fruité au naturel.                     |
| Blason de Pommiers | Détails | Armes parlantes. Le statut officiel du blason reste à déterminer. |

| Blason de Pompignan | Blason  | D'azur au pont de deux arches d'argent maçonné de sable.                           |
| Blason de Pompignan | Détails | Armes parlantes. (Pont/Pompignan) Le statut officiel du blason reste à déterminer. |

| Blason de Ponteils-et-Brésis | Blason  | D'hermine au chef losangé d'or et de sinople.    |
| Blason de Ponteils-et-Brésis | Détails | Le statut officiel du blason reste à déterminer. |

| Blason de Pont-Saint-Esprit | Blason  | D'azur au pont de cinq arches d'or sur des ondes d'argent mouvant de la pointe, sommé d'une croisette haussée au milieu du pont et de deux tours, celle de dextre girouettée, le tout d'or, la croisette accostée de deux fleurs de lys du même et surmontée d'une colombe aussi d'argent en pal volant vers la pointe. |
| Blason de Pont-Saint-Esprit | Détails | Armes parlantes. Le statut officiel du blason reste à déterminer. |

| Blason de Portes | Blason  | Tranché de gueules et de sinople à la bande fuselée d'argent et d'azur, les fusées posées en barre. |
| Blason de Portes | Détails | Le statut officiel du blason reste à déterminer.                                                    |

| Blason de Potelières | Blason  | D'azur à trois pals d'or, au chef d'argent chargé de trois feuilles de lierre de sinople. |
| Blason de Potelières | Détails | Le statut officiel du blason reste à déterminer.                                          |

| Blason de Pougnadoresse | Blason  | D'azur au pal losangé d'argent et de gueules.    |
| Blason de Pougnadoresse | Détails | Le statut officiel du blason reste à déterminer. |

| Blason de Pouzilhac | Blason  | De sable à la fasce losangée d'argent et de sinople. |
| Blason de Pouzilhac | Détails | Le statut officiel du blason reste à déterminer.     |

| Blason de Puechredon | Blason  | D'or à la bande fuselée d'argent et de sable.    |
| Blason de Puechredon | Détails | Le statut officiel du blason reste à déterminer. |

| Blason de Pujaut | Blason  | De gueules au puy d'argent mouvant d'une rivière d'azur mouvant de la pointe, et surmonté de trois fleurs de lis d'or rangées en chef.                                                                          |
| Blason de Pujaut | Détails | La commune utilise une autre représentation, un puy (selon l'étymologie du lieu) stylisé en trapèze sur une étendue d'eau. voir ici Blason historique selon D'Hozier, officialisation du nouveau non effectuée. |

Pas d'information pour les communes suivantes : Poulx
- Haut – A
- B
- C
- D
- E
- F
- G
- H
- I
- J
- K
- L
- M
- N
- O
- P
- Q
- R
- S
- T
- U
- V
- W
- X
- Y
- Z

## Q
| Blason de Quissac | Blason  | D'argent au pont de sept arches de gueules, celle du milieu plus grande, sommé d'un saule pleureur de sinople et posé sur des ondes du même mouvant de la pointe. |
| Blason de Quissac | Détails | Le statut officiel du blason reste à déterminer. |

- Haut – A
- B
- C
- D
- E
- F
- G
- H
- I
- J
- K
- L
- M
- N
- O
- P
- Q
- R
- S
- T
- U
- V
- W
- X
- Y
- Z

## R
| Blason de Redessan | Blason  | D'argent à la tour de gueules maçonnée de sable d'où isse un dextrochère armé tenant une épée posée en bande, le tout de sable; flanqué en pal à senestre de gueules semé d'ondes alésées en pal d'argent. |
| Blason de Redessan | Détails | Le statut officiel du blason reste à déterminer. |

| Blason de Remoulins | Blason  | De gueules à l'ormeau de sinople accosté de deux tours d'or, ouvertes, ajourées et maçonnées de sable, les inscriptions REMO et ULIN en lettres capitales du même de chaque côté du fût de l'arbre. |
| Blason de Remoulins | Détails | * Il y a là non-respect de la règle de contrariété des couleurs : ces armes sont fautives (sinople sur gueules). Le statut officiel du blason reste à déterminer.                                   |

| Blason de Revens | Blason  | D'argent, à un sautoir de gueules cantonné de quatre tourteaux du même. |
| Blason de Revens | Détails | Le statut officiel du blason reste à déterminer.                        |

| Blason de Ribaute-les-Tavernes | Blason  | De gueules à trois fasces d'argent.              |
| Blason de Ribaute-les-Tavernes | Détails | Le statut officiel du blason reste à déterminer. |

| Blason de Rivières | Blason  | D'argent au pal losangé d'or et de gueules.      |
| Blason de Rivières | Détails | Le statut officiel du blason reste à déterminer. |

| Blason de Robiac-Rochessadoule | Blason  | D'or à la bande losangée d'or et de sinople.     |
| Blason de Robiac-Rochessadoule | Détails | Le statut officiel du blason reste à déterminer. |

| Blason de Rochefort-du-Gard | Blason  | D'azur à la bande losangée d'or et de gueules.   |
| Blason de Rochefort-du-Gard | Détails | Le statut officiel du blason reste à déterminer. |

| Blason de Rochegude | Blason  | D'argent au pal losangé d'or et d'azur.          |
| Blason de Rochegude | Détails | Le statut officiel du blason reste à déterminer. |

| Blason de Rodilhan | Blason  | Parti d'un coupé d’or au taureau passant de sable, et d’azur au pont cousu* de gueules maçonné de sable sur une rivière du champ ; et de gueules au cep de vigne cousu de sable feuillé de sinople et fruité d’or.              |
| Blason de Rodilhan | Détails | * Ces armes emploient le terme « cousu » dans le seul but de contrevenir à la règle de contrariété des couleurs : elles sont fautives : gueules sur azur et sable sur gueules. Le statut officiel du blason reste à déterminer. |

| Blason de Rogues | Blason  | D'azur au chevron d'or accompagné de trois ciseaux à deux branches ouvertes en sautoir d'argent. |
| Blason de Rogues | Détails | Le statut officiel du blason reste à déterminer.                                                 |

| Blason de Roquedur | Blason  | D'azur au duc d'or posé sur un rocher d'argent mouvant de la pointe. |
| Blason de Roquedur | Détails | Armes parlantes. Le statut officiel du blason reste à déterminer.    |

| Blason de Roquemaure | Blason  | De gueules aux trois rocs d'échiquier d'or, au chef cousu de France.                 |
| Blason de Roquemaure | Détails | Armes parlantes. (rocs d'échiquier) Le statut officiel du blason reste à déterminer. |

| Blason de Roque-sur-Cèze (La) | Blason  | D'or à la bande losangée du même et de sable.    |
| Blason de Roque-sur-Cèze (La) | Détails | Le statut officiel du blason reste à déterminer. |

| Blason de Rousson | Blason  | D'hermine à la fasce losangée d'or et d'azur.    |
| Blason de Rousson | Détails | Le statut officiel du blason reste à déterminer. |

| Blason de Rouvière (La) | Blason  | D'hermine à la fasce losangée d'or et de sable.  |
| Blason de Rouvière (La) | Détails | Le statut officiel du blason reste à déterminer. |

- Haut – A
- B
- C
- D
- E
- F
- G
- H
- I
- J
- K
- L
- M
- N
- O
- P
- Q
- R
- S
- T
- U
- V
- W
- X
- Y
- Z

## S
| Blason de Sabran | Blason  | De vair au chef losangé d'or et de sinople.      |
| Blason de Sabran | Détails | Le statut officiel du blason reste à déterminer. |

| Blason de Saint-Alexandre | Blason  | De sable à la fasce losangée d'argent et d'azur. |
| Blason de Saint-Alexandre | Détails | Le statut officiel du blason reste à déterminer. |

| Blason de Saint-Ambroix | Blason  | D'azur au château d'argent, ouvert, maçonné et ajouré de deux fenêtres de sable, flanqué de deux grosses tours aussi d'argent, ajourées chacune d'une fenêtre aussi de sable. |
| Blason de Saint-Ambroix | Détails | Le statut officiel du blason reste à déterminer. |

| Blason de Saint-André-de-Majencoules | Blason  | De gueules au sautoir alésé d'argent, au chef du même chargé d'une étoile accostée de deux croissants, le tout de gueules. |
| Blason de Saint-André-de-Majencoules | Détails | Le statut officiel du blason reste à déterminer.                                                                           |

| Blason de Saint-André-de-Roquepertuis | Blason  | Tranché de sinople à la grappe de raisin de gueules feuillée du champ, et de sinople au pont de trois arches d'argent sur des ondes d'azur mouvant de la pointe, surmonté d'un village d'or lui-même surmonté d'un soleil naissant du même ; à la bande losangée d'or et de gueules d'une tire brochant sur la partition. |
| Blason de Saint-André-de-Roquepertuis | Détails | * Il y a là non-respect de la règle de contrariété des couleurs : ces armes sont fautives (gueules sur sinople). Le statut officiel du blason reste à déterminer. |

| Blason de Saint-André-de-Valborgne | Blason  | D'azur au sautoir alésé d'argent.                |
| Blason de Saint-André-de-Valborgne | Détails | Le statut officiel du blason reste à déterminer. |

| Blason de Saint-André-d'Olérargues | Blason  | D'azur au pal losangé d'or et du champ.          |
| Blason de Saint-André-d'Olérargues | Détails | Le statut officiel du blason reste à déterminer. |

| Blason de Saint-Bauzély | Blason  | D'azur à la fasce losangée d'argent et de gueules. |
| Blason de Saint-Bauzély | Détails | Le statut officiel du blason reste à déterminer.   |

| Blason de Saint-Bénézet | Blason  | D'argent à l'olivier de sinople surmonté d'une croisette haussée de gueules accostée des lettres S et B capitales du même. |
| Blason de Saint-Bénézet | Détails | Le statut officiel du blason reste à déterminer.                                                                           |

| Blason de Saint-Bonnet-de-Salendrinque | Blason  | De gueules au lion d'or.                         |
| Blason de Saint-Bonnet-de-Salendrinque | Détails | Le statut officiel du blason reste à déterminer. |

| Blason de Saint-Bonnet-du-Gard | Blason  | D'or au lion de gueules, armé et lampassé de sable, au chef d'azur chargé de trois étoiles du champ. |
| Blason de Saint-Bonnet-du-Gard | Détails | Le statut officiel du blason reste à déterminer.                                                     |

| Blason de Saint-Brès | Blason  | De gueules au chef losangé d'or et du champ.     |
| Blason de Saint-Brès | Détails | Le statut officiel du blason reste à déterminer. |

| Blason de Saint-Bresson | Blason  | D'azur semé de fleurs de lis d'argent.           |
| Blason de Saint-Bresson | Détails | Le statut officiel du blason reste à déterminer. |

| Blason de Saint-Césaire-de-Gauzignan | Blason  | De gueules au pal losangé d'argent et de sinople. |
| Blason de Saint-Césaire-de-Gauzignan | Détails | Le statut officiel du blason reste à déterminer.  |

| Blason de Saint-Chaptes | Blason  | De vair au pal losangé d'argent et de sinople.   |
| Blason de Saint-Chaptes | Détails | Le statut officiel du blason reste à déterminer. |

| Blason de Saint-Christol-de-Rodières | Blason  | D'or au pal losangé du même et de gueules.       |
| Blason de Saint-Christol-de-Rodières | Détails | Le statut officiel du blason reste à déterminer. |

| Blason de Saint-Christol-lès-Alès | Blason  | Parti ondé de deux ondes: au 1er d'azur à la tour d'or maçonnée de sable en chef, au 2e d'or à la grappe de raisin feuillée d'azur en pointe ; à la pyramide du lieu d'argent brochant sur la partition. |
| Blason de Saint-Christol-lès-Alès | Détails | Le statut officiel du blason reste à déterminer. |

| Blason de Saint-Clément | Blason  | D'azur au château de deux tours couvertes d'argent, maçonné de sable, soutenu d'un mouton du second accosté de deux larmes du même. |
| Blason de Saint-Clément | Détails | Le statut officiel du blason reste à déterminer.                                                                                    |

| Blason de Saint-Denis | Blason  | D'azur à la gerbe de blé d'or surmontée d'une colombe d'argent volant en barre du chef vers la pointe et tenant dans son bec un rameau d'olivier du second. |
| Blason de Saint-Denis | Détails | Le statut officiel du blason reste à déterminer. |

| Blason de Saint-Dézéry | Blason  | De vair au chef losangé d'or et de sable.        |
| Blason de Saint-Dézéry | Détails | Le statut officiel du blason reste à déterminer. |

| Blason de Saint-Dionisy | Blason  | D'argent à l'olivier arraché de sinople.         |
| Blason de Saint-Dionisy | Détails | Le statut officiel du blason reste à déterminer. |

| Blason de Saint-Étienne-de-l'Olm | Blason  | D’or à l’ormeau de sinople.                      |
| Blason de Saint-Étienne-de-l'Olm | Détails | Le statut officiel du blason reste à déterminer. |

| Blason de Saint-Étienne-des-Sorts | Blason  | D'hermine au pal losangé d'argent et de gueules. |
| Blason de Saint-Étienne-des-Sorts | Détails | Le statut officiel du blason reste à déterminer. |

| Blason de Saint-Félix-de-Pallières | Blason  | D'azur au lévrier rampant d'argent, colleté de gueules et bouclé d'or. |
| Blason de Saint-Félix-de-Pallières | Détails | Le statut officiel du blason reste à déterminer.                       |

| Blason de Saint-Florent-sur-Auzonnet | Blason  | D'argent à la bande losangée d'or et de sinople. |
| Blason de Saint-Florent-sur-Auzonnet | Détails | Le statut officiel du blason reste à déterminer. |

| Blason de Saint-Geniès-de-Comolas | Blason  | D'hermine au chef losangé d'argent et d'azur.    |
| Blason de Saint-Geniès-de-Comolas | Détails | Le statut officiel du blason reste à déterminer. |

| Blason de Saint-Geniès-de-Malgoirès | Blason  | Écartelé d'un fascé d'or et de sinople, et de gueules à trois bandes d'or. |
| Blason de Saint-Geniès-de-Malgoirès | Détails | Le statut officiel du blason reste à déterminer.                           |

| Blason de Saint-Gervais | Blason  | De sinople au pal losangé d'argent et d'azur.    |
| Blason de Saint-Gervais | Détails | Le statut officiel du blason reste à déterminer. |

| Blason de Saint-Gilles | Blason  | D'azur à la biche couchée d'or, blessée au flanc senestre d'une flèche du même posée en barre, les pattes avant repliées et la tête contournée. |
| Blason de Saint-Gilles | Détails | Le statut officiel du blason reste à déterminer.                                                                                                |

| Blason de Saint-Hilaire-de-Brethmas | Blason  | D'or à la croix celtique de gueules, au comble losangé de sable et d'argent. |
| Blason de Saint-Hilaire-de-Brethmas | Détails | Le statut officiel du blason reste à déterminer.                             |

| Blason de Saint-Hilaire-d'Ozilhan | Blason  | De gueules au pal losangé d'or et d'azur.        |
| Blason de Saint-Hilaire-d'Ozilhan | Détails | Le statut officiel du blason reste à déterminer. |

| Blason de Saint-Hippolyte-de-Caton | Blason  | De gueules au pal losangé d'argent et d'azur.    |
| Blason de Saint-Hippolyte-de-Caton | Détails | Le statut officiel du blason reste à déterminer. |

| Blason de Saint-Hippolyte-de-Montaigu | Blason  | De sinople à la fasce losangée d'argent et du champ. |
| Blason de Saint-Hippolyte-de-Montaigu | Détails | Le statut officiel du blason reste à déterminer.     |

| Blason de Saint-Hippolyte-du-Fort | Blason  | De gueules au château d'argent donjonné de deux tours du même, celle de dextre plus élevée que l'autre, ouvert et ajouré d'azur, posé sur une montagne aussi d'argent. |
| Blason de Saint-Hippolyte-du-Fort | Détails | Armes parlantes. (Fort/château) Le statut officiel du blason reste à déterminer.                                                                                       |

| Blason de Saint-Jean-de-Ceyrargues | Blason  | De gueules au pal losangé d'or et de sable.      |
| Blason de Saint-Jean-de-Ceyrargues | Détails | Le statut officiel du blason reste à déterminer. |

| Blason de Saint-Jean-de-Maruéjols-et-Avéjan | Blason  | De sinople à la fasce losangée d'or et de gueules. |
| Blason de Saint-Jean-de-Maruéjols-et-Avéjan | Détails | Le statut officiel du blason reste à déterminer.   |

| Blason de Saint-Jean-de-Valériscle | Blason  | De sinople à trois oignons renversés d'argent.   |
| Blason de Saint-Jean-de-Valériscle | Détails | Le statut officiel du blason reste à déterminer. |

| Blason de Saint-Jean-du-Gard | Blason  | D'azur au soleil non figuré rayonnant d'or, levant sur le versant en barre du mont Brion de pourpre représenté au naturel ; au pont de cinq arches d'argent, maçonné de sable, brochant sur la montagne et posé sur une rivière du champ ; à la tour de l'horloge d'argent posée sur une terrasse du même, ajourée d'une baie géminée de sable et maçonnée du même, brochant sur le tout. Devise / Cri« Al Sourel de la Liberta », comprendre « au soleil de la liberté ». |
| Blason de Saint-Jean-du-Gard | Détails | Blasonnement fautif ou ambigu : Le Mont Brion de pourpre représenté au naturel n'est pas conforme. Le statut officiel du blason reste à déterminer. |

| Blason de Saint-Julien-de-Cassagnas | Blason  | De sable à la fasce losangée d'argent et du champ. |
| Blason de Saint-Julien-de-Cassagnas | Détails | Le statut officiel du blason reste à déterminer.   |

| Blason de Saint-Julien-de-la-Nef | Blason  | D'azur au navire d'or équipé d'argent flottant sur des ondes du même mouvant de la pointe, au chef aussi d'argent chargé de l'inscription SAINT-JULIEN en lettres capitales de sable. |
| Blason de Saint-Julien-de-la-Nef | Détails | Armes parlantes. Le statut officiel du blason reste à déterminer. |

| Blason de Saint-Julien-de-Peyrolas | Blason  | D'argent au pal losangé du même et d'azur.       |
| Blason de Saint-Julien-de-Peyrolas | Détails | Le statut officiel du blason reste à déterminer. |

| Blason de Saint-Julien-les-Rosiers | Blason  | D'azur à la fasce losangée d'argent et de sable. |
| Blason de Saint-Julien-les-Rosiers | Détails | Le statut officiel du blason reste à déterminer. |

| Blason de Saint-Just-et-Vacquières | Blason  | De sable à une vache d'argent cornée, onglée, colletée et clarinée d'or, au chef losangé d'or et du champ. |
| Blason de Saint-Just-et-Vacquières | Détails | Armes parlantes. (vache/Vacquières) Le statut officiel du blason reste à déterminer.                       |

| Blason de Saint-Laurent-d'Aigouze | Blason  | D'argent au gril de sable.                                        |
| Blason de Saint-Laurent-d'Aigouze | Détails | Armes parlantes. Le statut officiel du blason reste à déterminer. |

| Blason de Saint-Laurent-de-Carnols | Blason  | D'or à la bande losangée d'argent et d'azur.     |
| Blason de Saint-Laurent-de-Carnols | Détails | Le statut officiel du blason reste à déterminer. |

| Blason de Saint-Laurent-des-Arbres | Blason  | D’azur à l’arbre d’or et à Saint Laurent du même posé de front et brochant sur le tout, tenant de sa main dextre un gril d’argent et de sa senestre une palme aussi d’or. |
| Blason de Saint-Laurent-des-Arbres | Détails | Armes parlantes. Le statut officiel du blason reste à déterminer. |

| Blason de Saint-Laurent-le-Minier | Blason  | De gueules à Saint Laurent d'argent auréolé d'or, tenant de sa main dextre une palme du même et de sa senestre un gril de sable levé. |
| Blason de Saint-Laurent-le-Minier | Détails | Armes parlantes. Le statut officiel du blason reste à déterminer.                                                                     |

| Blason de Saint-Laurent-la-Vernède | Blason  | De sable au chef losangé d'or et d'azur.         |
| Blason de Saint-Laurent-la-Vernède | Détails | Le statut officiel du blason reste à déterminer. |

| Blason de Saint-Mamert-du-Gard | Blason  | D'azur à l'agneau pascal d'or.                   |
| Blason de Saint-Mamert-du-Gard | Détails | Le statut officiel du blason reste à déterminer. |

| Blason de Saint-Marcel-de-Careiret | Blason  | De sable à la fasce losangée d'argent et de gueules. |
| Blason de Saint-Marcel-de-Careiret | Détails | Le statut officiel du blason reste à déterminer.     |

| Blason de Saint-Martial | Blason  | D'azur à Saint Martial évêque d'or.                               |
| Blason de Saint-Martial | Détails | Armes parlantes. Le statut officiel du blason reste à déterminer. |

| Blason de Saint-Martin-de-Valgalgues | Blason  | D'or à la fasce d'azur chargée de deux rangées de fusées du champ. |
| Blason de Saint-Martin-de-Valgalgues | Détails | Conflit héraldique : le blasonnement dit la fasce "chargée de deux rangées de fusées du champ" ; le dessin représente une fasce losangée du champ et d'azur. Le statut officiel du blason reste à déterminer. |

| Blason de Saint-Maurice-de-Cazevieille | Blason  | De gueules au pal losangé d'or et de sinople.    |
| Blason de Saint-Maurice-de-Cazevieille | Détails | Le statut officiel du blason reste à déterminer. |

| Blason de Saint-Maximin | Blason  | De sinople à la fasce losangée d'argent et de sable. |
| Blason de Saint-Maximin | Détails | Le statut officiel du blason reste à déterminer.     |

| Blason de Saint-Michel-d'Euzet | Blason  | De sinople au pal losangé d'argent et de gueules. |
| Blason de Saint-Michel-d'Euzet | Détails | Le statut officiel du blason reste à déterminer.  |

| Blason de Saint-Nazaire | Blason  | D'azur à la fasce losangée d'or et de pourpre.   |
| Blason de Saint-Nazaire | Détails | Le statut officiel du blason reste à déterminer. |

| Blason de Saint-Nazaire-des-Gardies | Blason  | D'azur, à quatre navettes aboutées en croix d'or, bordées de douze glands du même, 3 dans chaque canton, et une grappe de raisin de gueules, tigée et feuillée de sinople, brochant sur la croix. |
| Blason de Saint-Nazaire-des-Gardies | Détails | Adopté le 28 janvier 2021. |
| Blason de Saint-Nazaire-des-Gardies | Alias   | D'azur à la croix d'or cantonnée de douze glands du même ordonnés en orle, trois dans chaque canton .                                                                                             |

| Blason de Saint-Paulet-de-Caisson | Blason  | De gueules au pal losangé d'or et du champ.      |
| Blason de Saint-Paulet-de-Caisson | Détails | Le statut officiel du blason reste à déterminer. |

| Blason de Saint-Paul-la-Coste | Blason  | D'argent, à une épée basse de gueules posée en barre, accompagnée en chef d'une feuille de mûrier posée en barre et en pointe d'une feuille de châtaignier posée en bande, à un mont de trois coupeaux mouvant de la pointe, le tout de sinople. |
| Blason de Saint-Paul-la-Coste | Détails | Le statut officiel du blason reste à déterminer. |

| Blason de Saint-Paul-les-Fonts | Blason  | Écartelé : au 1er de gueules aux six besants d'or ordonnés 3, 2 et 1, au 2d d'azur à la chapelle d'or ouverte du champ, au 3e fascé ondé d'azur et d'argent, au 4e de gueules à la croix cléchée, vidée et pommetée de douze pièces d'or. |
| Blason de Saint-Paul-les-Fonts | Détails | Le statut officiel du blason reste à déterminer. |

| Blason de Saint-Pons-la-Calm | Blason  | D'hermine au pal losangé d'argent et de sable.   |
| Blason de Saint-Pons-la-Calm | Détails | Le statut officiel du blason reste à déterminer. |

| Blason de Saint-Privat-de-Champclos | Blason  | D'argent à la bande losangée d'or et de sable.   |
| Blason de Saint-Privat-de-Champclos | Détails | Le statut officiel du blason reste à déterminer. |

| Blason de Saint-Privat-des-Vieux | Blason  | De vair à la fasce losangée d'argent et de gueules. |
| Blason de Saint-Privat-des-Vieux | Détails | Le statut officiel du blason reste à déterminer.    |

| Blason de Saint-Quentin-la-Poterie | Blason  | D'or aux sept pipes mouvant d'un pot de terre, le tout au naturel. |
| Blason de Saint-Quentin-la-Poterie | Détails | Armes parlantes. Le statut officiel du blason reste à déterminer.  |

| Blason de Saint-Roman-de-Codières | Blason  | Palé d'hermine et de gueules, à la fasce d'or brochant sur le tout. |
| Blason de Saint-Roman-de-Codières | Détails | Le statut officiel du blason reste à déterminer.                    |

| Blason de Saint-Sauveur-Camprieu | Blason  | D'argent au taureau de sable sur une terrasse du même, au chef aussi de sable chargé de trois étoiles d'or. |
| Blason de Saint-Sauveur-Camprieu | Détails | Le statut officiel du blason reste à déterminer.                                                            |

| Blason de Saint-Sébastien-d'Aigrefeuille | Blason  | D'azur à Saint Sébastien de carnation, ceinturé d'une étoffe d'argent, attaché à un arbre arraché d'or mouvant du chef, percé de cinq flèches aussi d'argent. |
| Blason de Saint-Sébastien-d'Aigrefeuille | Détails | Armes parlantes. Le statut officiel du blason reste à déterminer.                                                                                             |

| Blason de Saint-Siffret | Blason  | D'hermine au chef losangé d'or et d'azur.        |
| Blason de Saint-Siffret | Détails | Le statut officiel du blason reste à déterminer. |

| Blason de Saint-Théodorit | Blason  | D'azur au pal losangé d'or et de sinople.        |
| Blason de Saint-Théodorit | Détails | Le statut officiel du blason reste à déterminer. |

| Blason de Saint-Victor-de-Malcap | Blason  | D'azur à Saint Victor vêtu à la romaine, la tête entourée de rayons, la main dextre sur la poitrine, tenant de la senestre une palme, ayant à ses pieds un casque taré de profil à dextre, le tout d'or sur une terrasse du même. |
| Blason de Saint-Victor-de-Malcap | Détails | Armes parlantes. Le statut officiel du blason reste à déterminer. |

| Blason de Saint-Victor-des-Oules | Blason  | D'hermine au pal losangé d'or et de sable.       |
| Blason de Saint-Victor-des-Oules | Détails | Le statut officiel du blason reste à déterminer. |

| Blason de Saint-Victor-la-Coste | Blason  | De gueules à la fasce losangée d'argent et de sinople. |
| Blason de Saint-Victor-la-Coste | Détails | Le statut officiel du blason reste à déterminer.       |

| Blason de Sainte-Anastasie | Blason  | D'argent au pal losangé du même et de sable.     |
| Blason de Sainte-Anastasie | Détails | Le statut officiel du blason reste à déterminer. |

| Blason de Sainte-Cécile-d'Andorge | Blason  | D'or au pal losangé d'argent et de sable.        |
| Blason de Sainte-Cécile-d'Andorge | Détails | Le statut officiel du blason reste à déterminer. |

| Blason de Sainte-Croix-de-Caderle | Blason  | D'azur à la croix d'or cantonnée de quatre croisettes du même. |
| Blason de Sainte-Croix-de-Caderle | Détails | Le statut officiel du blason reste à déterminer.               |

| Blason de Salazac | Blason  | D'or au pal losangé du même et d'azur.           |
| Blason de Salazac | Détails | Le statut officiel du blason reste à déterminer. |

| Blason de Salindres | Blason  | D'or à la fasce losangée du même et de gueules.  |
| Blason de Salindres | Détails | Le statut officiel du blason reste à déterminer. |

| Blason de Sanilhac-Sagriès | Blason  | D'hermine à la fasce losangée d'argent et de sinople. |
| Blason de Sanilhac-Sagriès | Détails | Le statut officiel du blason reste à déterminer.      |

| Blason de Sardan | Blason  | Tranché: au 1 d'azur à la bande ondée d'argent à dextre accompagnée d'une chouette d'or, au 2 de gueules à la bande ondée d'argent à senestre accompagnée d'une croix cléchée, vidée et pommetée de douze pièces d'or; à la lettre capitale S de sable brochant en cœur. |
| Blason de Sardan | Détails | Créé par JF Binon. Sur site de la Communauté de Communes du Piémont Cévenol, 2018. |

| Blason de Saumane | Blason  | D'azur à Notre Dame d'or.                        |
| Blason de Saumane | Détails | Le statut officiel du blason reste à déterminer. |

| Blason de Sauve | Blason  | De gueules à la montagne de sable sommée d'une plante de sauge de trois branches de sinople, elle-même encadrée en chef de l'inscription SAL SAL en lettres capitales aussi de sinople, à la muraille crénelée avec deux tours, le tout d'or maçonné de sable, mouvant de la pointe. |
| Blason de Sauve | Détails | * Il y a là non-respect de la règle de contrariété des couleurs : ces armes sont fautives (montagne de sable et charges de sinople... sur champ de gueules..). Le statut officiel du blason reste à déterminer.                                                                      |

| Blason de Sauveterre | Blason  | D'argent au mont au naturel parsemé d'oliviers de sinople, issant d'ondes d'azur, accompagné en chef à dextre d'une étoile soudée* d'or.                                                                |
| Blason de Sauveterre | Détails | * Ces armes emploient le terme « cousu » dans le seul but de contrevenir à la règle de contrariété des couleurs : elles sont fautives : or sur argent. Le statut officiel du blason reste à déterminer. |

| Blason de Sauzet | Blason  | D'or à la croix losangée d'argent et de sinople. |
| Blason de Sauzet | Détails | Le statut officiel du blason reste à déterminer. |

| Blason de Savignargues | Blason  | D'or à la bande d'azur, à Saint Martin donnant la moitié de son manteau à un pauvre, les corps humains de carnation et le reste de gueules, brochant sur le tout. |
| Blason de Savignargues | Détails | Le statut officiel du blason reste à déterminer. |

| Blason de Saze | Blason  | De vair au chef losangé d'or et de gueules.      |
| Blason de Saze | Détails | Le statut officiel du blason reste à déterminer. |

| Blason de Sénéchas | Blason  | Tiercé en pairle renversé: au 1 de gueules à la croix cléchée, vidée et pommetée de douze pièces d'or; au 2 de sinople à un papillon bombyx d'argent volant en barre; au 3 d'argent au pairle ondé renversé d'azur, sur lequel broche un châtaigner de tenné feuillé et fruité de sinople . |
| Blason de Sénéchas | Détails | Adopté le 11 juin 2025. Auteur(s)J.-F. Binon |

| Blason de Sernhac | Blason  | D'azur à la lettre S capitale d'or.              |
| Blason de Sernhac | Détails | Le statut officiel du blason reste à déterminer. |

| Blason de Servas | Blason  | D'or à la fasce losangée d'argent et de sinople. |
| Blason de Servas | Détails | Le statut officiel du blason reste à déterminer. |

| Blason de Serviers-et-Labaume | Blason  | Parti de gueules et d'azur au pont de deux arches d'argent brochant sur le tout, à la champagne du même chargée d'une fasce ondée alésée du second. |
| Blason de Serviers-et-Labaume | Détails | Le statut officiel du blason reste à déterminer. |

| Blason de Seynes | Blason  | D'or au pal losangé du même et de sinople.       |
| Blason de Seynes | Détails | Le statut officiel du blason reste à déterminer. |

| Blason de Sommières | Blason  | De gueules au pont de cinq arches d'argent, maçonné de sable, sur une rivière courante d'argent, sommé d'une croix du même accostée de deux tours aussi d'argent (ouvertes et ajourées de sable). |
| Blason de Sommières | Détails | Le statut officiel du blason reste à déterminer. |

| Blason de Soudorgues | Blason  | D'azur à la fleur de lys d'argent soutenue d'un croissant du même. |
| Blason de Soudorgues | Détails | Le statut officiel du blason reste à déterminer.                   |

| Blason de Soustelle | Blason  | De gueules au chevron ondé d'argent accompagné d'une clef d'or en pointe. |
| Blason de Soustelle | Détails | Le statut officiel du blason reste à déterminer.                          |

| Blason de Souvignargues | Blason  | D'azur à la tour d'argent, ouverte, ajourée et maçonnée de sable, soutenue de deux scorpions du second, le dextre mis en bande, le senestre contourné mis en barre. |
| Blason de Souvignargues | Détails | Le statut officiel du blason reste à déterminer. |

| Blason de Sumène | Blason  | De gueules à la tour d'argent.                   |
| Blason de Sumène | Détails | Le statut officiel du blason reste à déterminer. |

- Haut – A
- B
- C
- D
- E
- F
- G
- H
- I
- J
- K
- L
- M
- N
- O
- P
- Q
- R
- S
- T
- U
- V
- W
- X
- Y
- Z

Pas d'information pour les communes suivantes : Saint-Côme-et-Maruéjols, Saint-Gervasy, Saint-Jean-de-Crieulon, Saint-Jean-de-Serres, Saint-Jean-du-Pin, Salinelles, Les Salles-du-Gardon

## T
| Blason de Tavel | Blason  | D'orangé au chef fuselé de sinople et d'or.                                           |
| Blason de Tavel | Détails | Le blason du moyen age est de sable. Le statut officiel du blason reste à déterminer. |

| Blason de Tharaux | Blason  | D'argent au pal losangé d'or et de sinople.      |
| Blason de Tharaux | Détails | Le statut officiel du blason reste à déterminer. |

| Blason de Théziers | Blason  | D'hermine à la fasce losangée d'argent et de gueules. |
| Blason de Théziers | Détails | Le statut officiel du blason reste à déterminer.      |

| Blason de Thoiras | Blason  | D'or aux trois fers à cheval de sable ajourés du champ. |
| Blason de Thoiras | Détails | Le statut officiel du blason reste à déterminer.        |

| Blason de Thoiras-Corbès | Blason  | Parti : au 1er coupé au I d'or à trois fers à cheval de gueules, au II de gueules à un lion d'or, au 2d d'azur à un flambeau d'or enflammé de gueules.                                                    |
| Blason de Thoiras-Corbès | Détails | Le blason réunit les armes des anciennes communes fusionnées : Thoiras (qui sont celles de la famille de Saint-Bonnet de Toiras) et Corbès. Création Jean-Louis Cardot. Blason adopté le 29 janvier 2025. |

| Blason de Tornac | Blason  | D'argent aux trois tours de gueules rangées sur une terrasse de sinople. |
| Blason de Tornac | Détails | Armes parlantes. (tour/Tornac) Différences entre dessin et blasonnement : les tours sont dessinées ci-contre maçonnées de sable, ce que ne mentionne pas le blasonnement. Le statut officiel du blason reste à déterminer. |

| Blason de Tresques | Blason  | De sinople à la fasce losangée de sable et d'or. |
| Blason de Tresques | Détails | Le statut officiel du blason reste à déterminer. |

| Blason de Trèves | Blason  | D'azur à la fasce d'or accompagnée de trois haches d'armes d'argent posées en pal. |
| Blason de Trèves | Détails | Le statut officiel du blason reste à déterminer.                                   |

- Haut – A
- B
- C
- D
- E
- F
- G
- H
- I
- J
- K
- L
- M
- N
- O
- P
- Q
- R
- S
- T
- U
- V
- W
- X
- Y
- Z

## U
| Blason de Uchaud | Blason  | Burelé de sinople et d'or de quatorze pièces, à la borne milliaire d'argent chargée de l'inscription « AD VIII » de sable sur deux lignes, surmontée d'un listel d'argent chargé de l'inscription « AD OCTAVUM LAPIDEM » [à la huitième pierre] en lettres capitales de sinople, brochant sur le tout. |
| Blason de Uchaud | Détails | Le statut officiel du blason reste à déterminer. |

| Blason de Uzès | Blason  | Fascé d'argent et de gueules, au chef de France. |
| Blason de Uzès | Détails | Le statut officiel du blason reste à déterminer. |

- Haut – A
- B
- C
- D
- E
- F
- G
- H
- I
- J
- K
- L
- M
- N
- O
- P
- Q
- R
- S
- T
- U
- V
- W
- X
- Y
- Z

## V
| Blason de Vabres | Blason  | D'azur au chevron d'or accompagné de trois roses tigées et feuillées d'argent. |
| Blason de Vabres | Détails | Le statut officiel du blason reste à déterminer.                               |

| Blason de Vallabrègues | Blason  | D'azur au dragon d'or.                           |
| Blason de Vallabrègues | Détails | Le statut officiel du blason reste à déterminer. |

| Blason de Vallabrix | Blason  | D'hermine au pal losangé d'or et de sinople.     |
| Blason de Vallabrix | Détails | Le statut officiel du blason reste à déterminer. |

| Blason de Vallérargues | Blason  | De vair au pal losangé d'argent et de gueules.   |
| Blason de Vallérargues | Détails | Le statut officiel du blason reste à déterminer. |

| Blason de Valleraugue | Blason  | De gueules à la croix d'or.                      |
| Blason de Valleraugue | Détails | Le statut officiel du blason reste à déterminer. |

| Blason de Valliguières | Blason  | D'or, à la croix losangée d'argent et de gueules. |
| Blason de Valliguières | Détails | Le statut officiel du blason reste à déterminer.  |

| Blason de Vauvert | Blason  | D'argent au veau de gueules passant sur une terrasse de sinople, adextré d'un saule du même. |
| Blason de Vauvert | Détails | Armes parlantes. (Veau/Vauvert) Le statut officiel du blason reste à déterminer.             |

| Blason de Vénéjan | Blason  | D'or à la bande losangée d'argent et de sinople. |
| Blason de Vénéjan | Détails | Le statut officiel du blason reste à déterminer. |

| Blason de Verfeuil | Blason  | De vair au pal losangé d'argent et de sable.     |
| Blason de Verfeuil | Détails | Le statut officiel du blason reste à déterminer. |

| Blason de Vergèze | Blason  | D'azur au lévrier courant d'argent, colleté de gueules, cantonné de quatre roses aussi d'argent. |
| Blason de Vergèze | Détails | Le statut officiel du blason reste à déterminer.                                                 |

| Blason de Vernarède (La) | Blason  | D'or à la bande losangée de gueules et d'argent accompagnée, en chef, de deux pics de sable passés en sautoir et, en pointe, d'une lampe de mineur du même. |
| Blason de Vernarède (La) | Détails | Le statut officiel du blason reste à déterminer. |

| Blason de Vers-Pont-du-Gard | Blason  | D'azur au pal losangé d'or et de gueules.        |
| Blason de Vers-Pont-du-Gard | Détails | Le statut officiel du blason reste à déterminer. |

| Blason de Vestric-et-Candiac | Blason  | Échiqueté de sinople et de gueules à la tour d'or ouverte, ajourée et maçonnée de sable brochant, surmontée d'une grenouille descendante accostée de deux colombes fondantes, celle de dextre en bande et celle de senestre en barre, le tout d'argent, accostée de deux grenouilles assises affrontées du même et soutenue d'une troisième colombe montante aussi d'argent, brochant sur une truite aussi d'or. |
| Blason de Vestric-et-Candiac | Détails | * Il y a là non-respect de la règle de contrariété des couleurs : ces armes sont fautives (l'échiqueté n'étant pas une partition, il ne peut être composé de deux émaux sans constituer d'infraction à la règle de contrariété des couleurs..). Le statut officiel du blason reste à déterminer. |

| Blason de Vézénobres | Blason  | D'argent au château de gueules de deux tours couvertes et flammées du même. |
| Blason de Vézénobres | Détails | Le statut officiel du blason reste à déterminer.                            |

| Blason de Vic-le-Fesq | Blason  | De vair à la fasce losangée d'argent et d'azur.  |
| Blason de Vic-le-Fesq | Détails | Le statut officiel du blason reste à déterminer. |

| Blason de Vigan (Le) | Blason  | D'azur à deux lettres V capitales d'argent entrelacées l'une dans l'autre, accompagnées de trois étoiles rangées en chef et d'un croissant en pointe, le tout d'or. |
| Blason de Vigan (Le) | Détails | Le statut officiel du blason reste à déterminer. |

| Blason de Villeneuve-lès-Avignon | Blason  | Parti de France, et de gueules au sautoir d'or.  |
| Blason de Villeneuve-lès-Avignon | Détails | Le statut officiel du blason reste à déterminer. |

| Blason de Villevieille | Blason  | De gueules à quatre tours d'argent maçonnées de sable, rangées en fasce. |
| Blason de Villevieille | Détails | Le statut officiel du blason reste à déterminer.                         |

| Blason de Vissec | Blason  | D'argent au lion de sable, au chef d'azur chargé du nom VISSEC en lettres capitales d'or. |
| Blason de Vissec | Détails | Le statut officiel du blason reste à déterminer.                                          |

- Haut – A
- B
- C
- D
- E
- F
- G
- H
- I
- J
- K
- L
- M
- N
- O
- P
- Q
- R
- S
- T
- U
- V
- W
- X
- Y
- Z

Pas d'information pour les communes suivantes : Val-d'Aigoual